# Río Caxambu
El río Caxambu es un río brasileño que atraviesa el estado de Rio Grande do Sul. Es un afluente del río Ijuí, el cual desemboca a su vez en el río Uruguay perteneciendo así a la Cuenca del Plata.